# Stolperstein von Sint-Michielsgestel
Der Stolperstein von Sint-Michielsgestel ist Grete Sara Spitzer gewidmet. Stolpersteine werden vom Kölner Künstler Gunter Demnig in weiten Teilen Europas verlegt. Sie erinnern an das Schicksal der Menschen, die von den Nationalsozialisten ermordet, deportiert, vertrieben oder in den Suizid getrieben wurden, und liegen im Regelfall vor dem letzten selbstgewählten Wohnsitz des Opfers.
Der bislang einzige Stolperstein von Sint-Michielsgestel wurde am 28. September 2019 verlegt.

## Stolperstein
| Stolperstein | Übersetzung | Verlegort       | Name, Leben                    |
| ------------ | --- | --------------- | ------------------------------ |
|              | HIER WOHNTE GRETE SARA SPITZER GEB. 1919 1939 FLUCHT AUS ÖSTERREICH VERHAFTET 28.8.1942 DEPORTIERT AUS WESTERBORK ERMORDET 3.9.1942 AUSCHWITZ | Theerestraat 42 | Grete Sara Spitzer (1919–1942) |

## Verlegung
Die Verlegung erfolgte am 28. September 2019.